# Prescripție extinctivă
Prescripția extinctivă este acel mod de transformare a raportului juridic civil constând în stingerea dreptului la acțiune în realizarea silită a obligației civile corelative din cauza neexecutării lui în termenul stabilit de lege. Prescripția extinctivă stinge numai dreptul material la acțiune, nu însuși dreptul subiectiv civil. De aceea, executarea voluntară a obligației, chiar după îndeplinirea termenului de prescripție este valabilă.

## Termenele de prescripție

### Termenele generale
Termenul general de prescripție extinctivă este de 3 ani, pentru drepturile de creanță, respectiv 30 de ani pentru drepturile reale prescriptibile extinctiv (cel mai important drept real, dreptul de proprietate, nu este însă prescriptibil extinctiv). El se aplică de fiecare dată când legea nu prevede un termen special, care poate fi mai mic, egal sau mai mare decât cel general.

### Termenele speciale în materia drepturilor de creanță

#### Decretul nr. 167/1958
- Termenul de 2 ani aplicabil raporturilor juridice izvorâte din asigurări
- Termenul de 6 luni aplicabil acțiunii în răspundere pentru vicii ascunse fără viclenie - cu privire la un lucru transmis sau o lucrare executată;
- Termenul de 3 ani aplicabil unor sume aflate în depozit;
- Termenul de 60 de zile, aplicabil pentru restituirea sumelor de bani încasate din vânzarea biletelor pentru spectacolele care nu au mai avut loc.

#### Codul civil
- Termenul de 3 ani, pentru acțiunea recursorie a creditorilor contra moștenitorilor beneficiari sau legatarilor, prevăzut de art.722;
- Termenul de 1 an, prevăzut de art.1334, pentru acțiunea vânzătorului de complinire a prețului, respectiv a cumpărătorului, de scădere a prețului;
- Termenul de 6 luni, prevăzut de art.1903 pentru anumite creanțe (de exemplu ale maiștrilor și învățătorilor pentru lecțiile ce dau cu ora, ale oamenilor care lucrează cu ziua etc.);
- Termenul de 1 an, prevăzut de art.1904 pentru anumite creanțe, cum sunt cele ale medicilor și farmaciștilor pentru vizite și medicamente, ale servitorilor pentru plata simbriei etc.

#### Alte acte normative
Termenele de prescripție prevăzute în alte acte normative sunt numeroase. Iată câteva exemple:
- Termenul de 18 luni, prevăzut de art.506 alin. (2) Cod procedură penală pentru repararea pagubei materiale sau a daunei morale cauzate în situația condamnării pe nedrept;
- Termenul de 1 an, prevăzut de art. 22 din Ordonanța Guvernului nr. 89/2000 privind unele măsuri pentru autorizarea operatorilor și efectuarea înscrierilor în Arhiva Electronică de Garanții Mobiliare
- Termenul de 1 an, prevăzut de art. 68 din Regulamentul de transport pe căile ferate din România aprobat prin OG 7/2005

### Termene speciale în materia drepturilor reale

#### Codul civil
- Termenul de 1 an, prevăzut de art.498, în caz de avulsiune;
- Termenul de 30 ani, prevăzut de art.840, în cazul acțiunii în revendicare a bunurilor care fac obiectul unei donații revocate de drept pentru surveniență de copil;

#### Codul de procedură civilă
- Termenul de 1 an, prevăzut de art.674 (pentru acțiunile posesorii);
- Termenul de 3 ani, prevăzut anterior de art.520 (pentru revendicarea unui imobil adjudecat la licitație publică.

#### Alte acte normative
- Termenul de 10 ani, aplicabil acțiunii în revendicare a unui vas, prevăzut de art.948 Cod Comercial;
- Termenul de 1 an, prevăzut de art. 42 alin. (1) și (2) din Legea apelor nr.107/1996;
- Termenul de 3 ani pentru revendicarea bunurilor culturale furate sau exportate ilegal, prevăzut de art.3 par.2 și 3 din Convenția UNIDROIT de la Roma, încheiată la 24 iunie 1995.

### Începerea curgerii termenului
De regulă, termenul de prescripție curge de la data nașterii dreptului la acțiune. 

## Suspendarea prescripției
Pe durata suspendării, cursul prescripției este temporar oprit, pe durata existenței cauzei de suspendare. După încetarea acesteia, cursul prescripției se reia, perioada anterioară suspendării luându-se în continuare în considerare. Cursul prescripției se suspendă în următoarele cazuri:
- pe perioada în care creditorul este împiedicat de forța majoră să facă acte de întrerupere a prescripției;
- pe timpul cât debitorul sau creditorul fac parte din forțele armate ale României, iar acesteau sunt puse pe picior de război;
- până la rezolvarea reclamației administrative făcute de cel îndreptățit cu privire la despăgubiri sau restituiri în temeiul unui contract de transport sau de prestare a serviciilor de poștă sau telecomunicații, însă cel mai târziu până la expirarea unui termen de trei luni socotit de la înregistrarea reclamației;
- între soți, pe durata căsătoriei;
- între părinți sau tutori și cei care se află sub ocrotirea lor, între curator și acei pe care îi reprezintă, precum și între orice altă persoană care în temeiul legii sau al hotărârii judecătorești administrează bunurile altora și cei ale căror bunuri sunt astfel administrate, cât timp socotelile nu au fost date și aprobate;
- împotriva celui lipsit de capacitate de exercițiu, cât timp nu are reprezentant legal, și împotriva celui cu capacitate de exercițiu restrânsă, cât timp nu are cine să-i încuviințeze actele;
- împotriva moștenitorului care a acceptat succesiunea sub beneficiu de inventar, pentru creanțele sale împotriva succesiunii;
- deschiderea procedurii insolvenței.

## Întreruperea prescripției
În cazul întreruperii, prescripția cursă anterior se șterge. După încetarea cauzei de întrerupere curge un nou termen de prescripție, cea anterioară nemaifiind luată în considerație. Cauzele de întrerupere sunt:
- recunoașterea dreptului a cărui acțiune se prescrie, făcută de cel în folosul căruia curge prescripția;
- introducerea unei cereri de chemare în judecată sau de arbitrare.